# キスレク - ヘルガッツ線
キスレク - ヘルガッツ線（キスレク - ヘルガッツせん、ドイツ語: Bahnstrecke Kißlegg–Hergatz）は、アルゴイ地方の標準軌の幹線で、ミュンヘン - リンダウ区間改良路線の一部である。
この路線はキスレクからヴァンゲンを経由してヘルガッツに至って、ヘルベルティンゲン - イスニ線とブーフローエ - リンダウ線を結んでいる。この路線はドイツ鉄道により運営され2020年から電化されており 、全区間が単線区間である。

## 歴史
1853年バイエルン王国のヘルガッツが、1870年ヴュルテンベルク王国のキスレクが既に鉄道で連結された後にも、オーバーアムト中心地のヴァンゲン市にまだ鉄道施設はなかった。ヴァンゲン市は1876年にまずキスレクから13.3 kmの連結線を建設するのを決定した。キスレク - ヴァンゲン区間は1880年7月31日に開通できた。
1887年両国間に条約が締結されて5.3 kmの空白部分を鉄道で連結するのが決定された。ヴァンゲン - ヘルガッツ区間は1890年7月15日に開業された。この路線の完工の後に、ミュンヘン - リンダウ区間の距離は、ブーフローエ - リンダウ線経由の場合より短くなった。
電気運転は2020年12月定期時刻表変更の時に実現された。この路線はミュンヘン - リンダウ区間改修プロジェクトにおける第5工区の一部であり、2017年以来電気工事とともに踏み切りの設備改良、立体交差の工事、ヴァンゲン市街地区間の騒音遮断壁の設置が行われた。

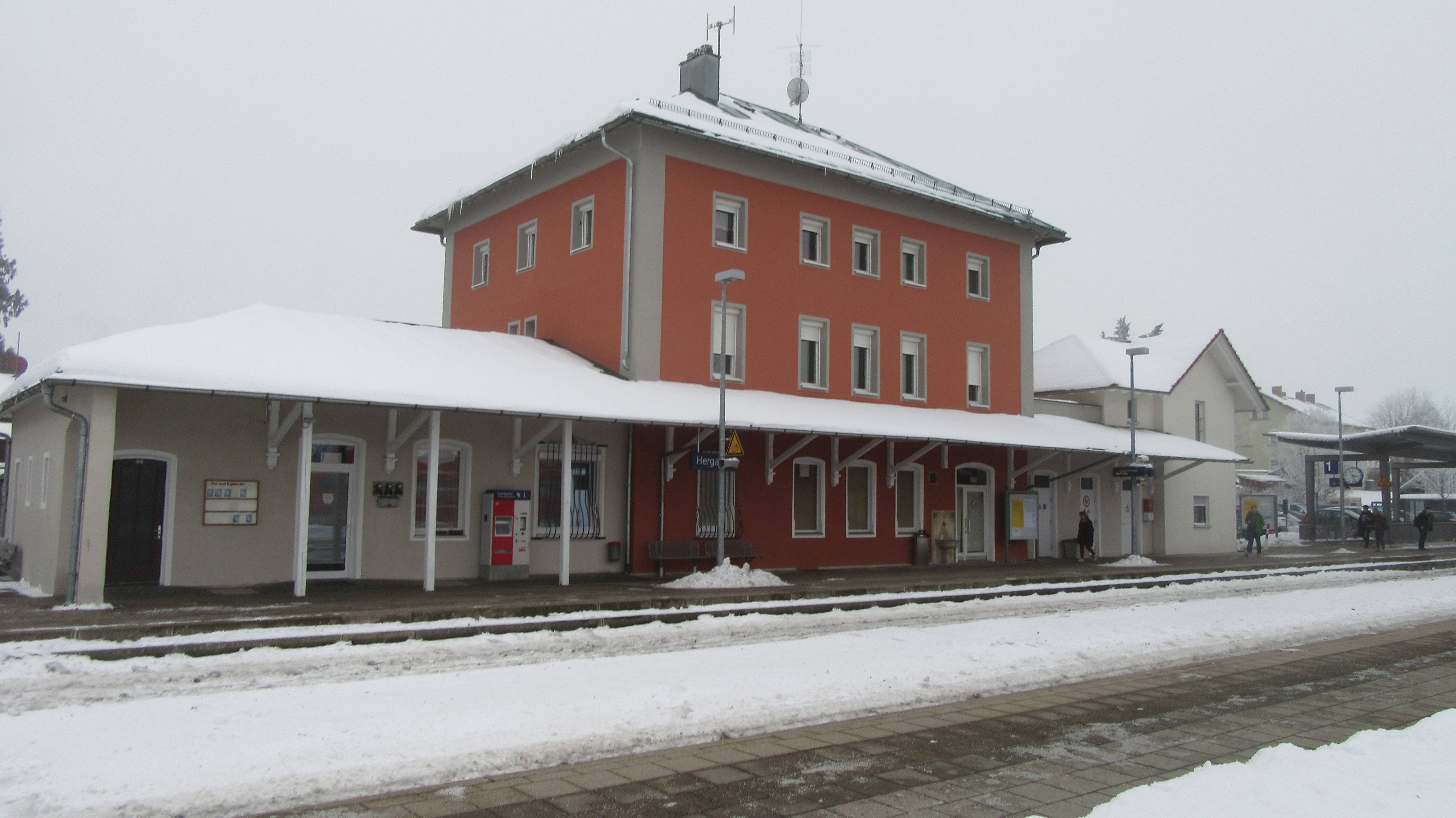
ヘルガッツ駅
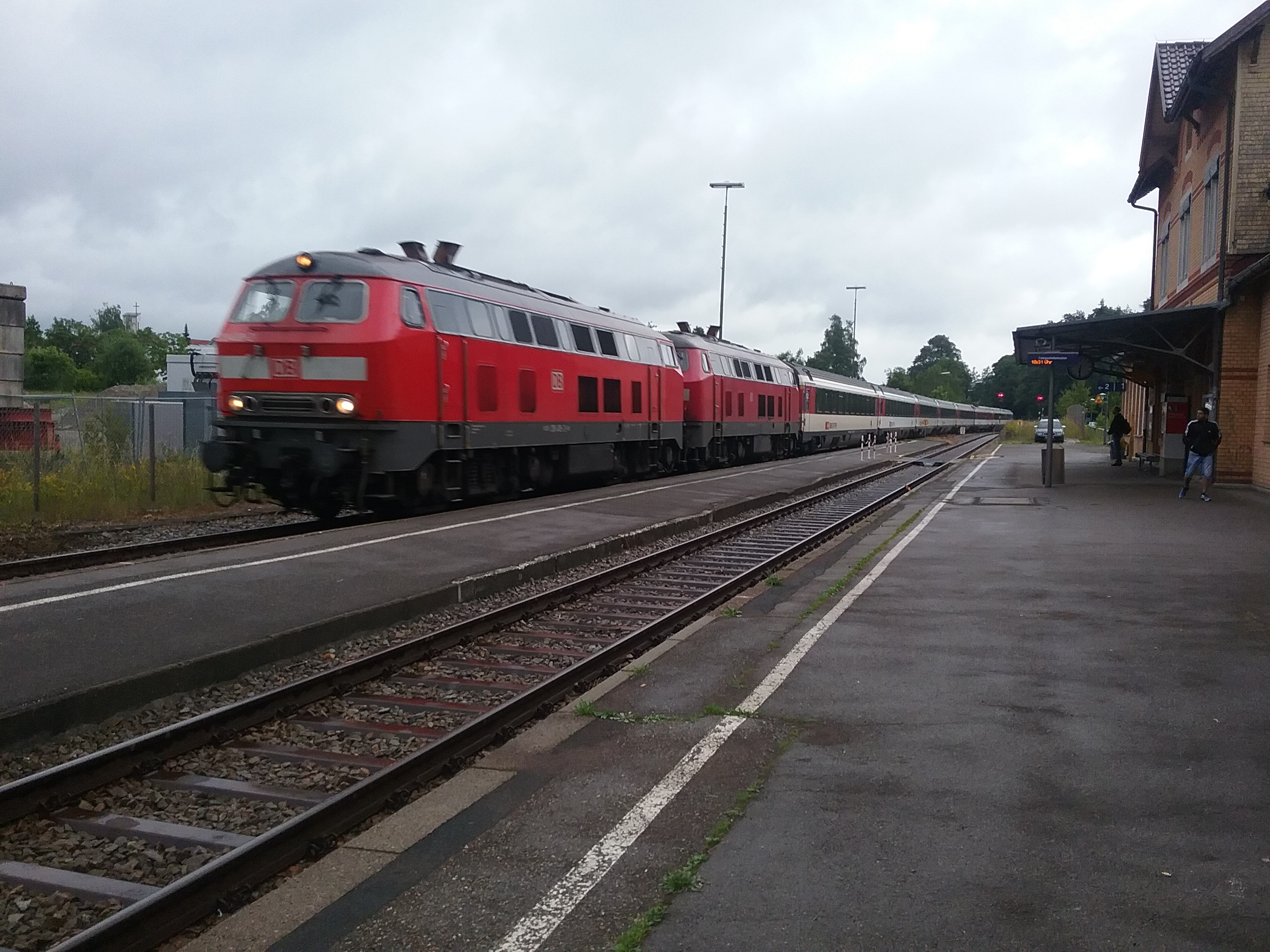
ヴァンゲン（アルゴイ）駅を通過するユーロシティ列車

## 運行形態

### 旅客輸送
2020年まで218形機関車で牽引されたユーロシティの列車が、ミュンヘン - チューリッヒ区間でこの路線で停車せず運行された。2020年12月以降ミュンヘンからチューリッヒまでのすべてのEC88ユーロシティ列車は二時間ごとに通行するものの、以前と同じくこの路線の駅では停車しない。地域運送の場合、この路線はボーデン湖＝オーバーシュヴァーベン運輸連合（bodo）に統合されている。
- 快速列車（RE 96）: ミュンヘン - ゲルテンドルフ - ブーフローエ - メミンゲン - ロイトキルヒ - キスレク - ヴァンゲン - ヘルガッツ - リンダウ島 - リンダウ・ロイティン。120分間隔。ゴーアヘッド運営。使用車両はFLIRT3世代電車[6]。
- 普通列車（RB 53b）: アウレンドルフ - バート・ヴァルトゼー - キスレク - ヴァンゲン。120分間隔。使用車両はDB650形気動車[6]。
- 普通列車（RB 92）: メミンゲン - ロイトキルヒ - キスレク - ヴァンゲン - ヘルガッツ - リンダウ島。120分間隔。ゴーアヘッド運営。使用車両はRE96と同じ[6]。

### 貨物輸送
定期的な貨物輸送はもうないが、ヴュルテンベルク南部線あるいはアールベルク線が封鎖される場合、この路線は迂回経路として利用される。車軸荷重が20トンに制限されたため、列車の通行可能性が制限された。しかし、2020年4月以降、線路の交替で線路等級D4（22.5トン）が再び満たされている。旅客輸送の部門でこの路線は、ブーフローエ - リンダウ線の迂回経路として機能する。